# Ascanius (Pannonius) Mihály
Ascanius (Pannonius) Mihály (Haskonius Mihály) (17. század) bölcsész, orvos.

## Élete
Besztercebányán született, nemes szülőktől. A gimnáziumot szülőhelyén végezte, ezután Prágába ment és ott 1620. március 5-én bölcsészdoktor lett. Innen visszatért Magyarországra, s 1629-ben Zsolnán tanított; azonban az itthon uralkodó zavarok nemcsak Zsolnáról, de az egész országból kiűzték.
Bujdoklásai közben 1637-ben Tübingenbe vetődött. Itt tanulta ki az orvosi tudományokat és orvosi gyakorlatot folytatott. Sok hányattatás után visszajött hazájába s I. Rákóczi György udvari orvosa lett. "A két hazát pusztító zavarok itt sem hagytak neki békességet" (Szinnyei), emiatt elhagyta Rákóczi udvarát és Trencsénben telepedett le. Innen Szakolca városa hívta meg rendes orvosának, ahol haláláig dolgozott. Halála pontos dátuma ismeretlen.
Rákóczi György vele fordítatta le Drabiczi cseh nyelven írt jóslatait latinra. A latin versek rögtönzésében is nagyon ügyes volt. 
Ábrándozó természetű lévén, az álomra sokat adott, így aztán rosszul ütött ki házassága is, minthogy az álmában megjelent szakolcai kofát vette feleségül.

## Művei
Műveit latinul írta: 
- Praestatne foris hostem adoriri, an eum domi exspectare? Pragae (Prága), 1620
- De tormentariarum plagarum natura. Tübingae (Tübingen), 1637